# Getafe
Getafe [xeˈtafe] ist eine Stadt im Ballungsgebiet von Madrid, etwa 14 Kilometer südlich des Madrider Zentrums gelegen. Sie hat eine Bevölkerung von 189.906 Einwohnern (Stand: 2024) und eine Fläche von 78,74 km².

## Beschreibung

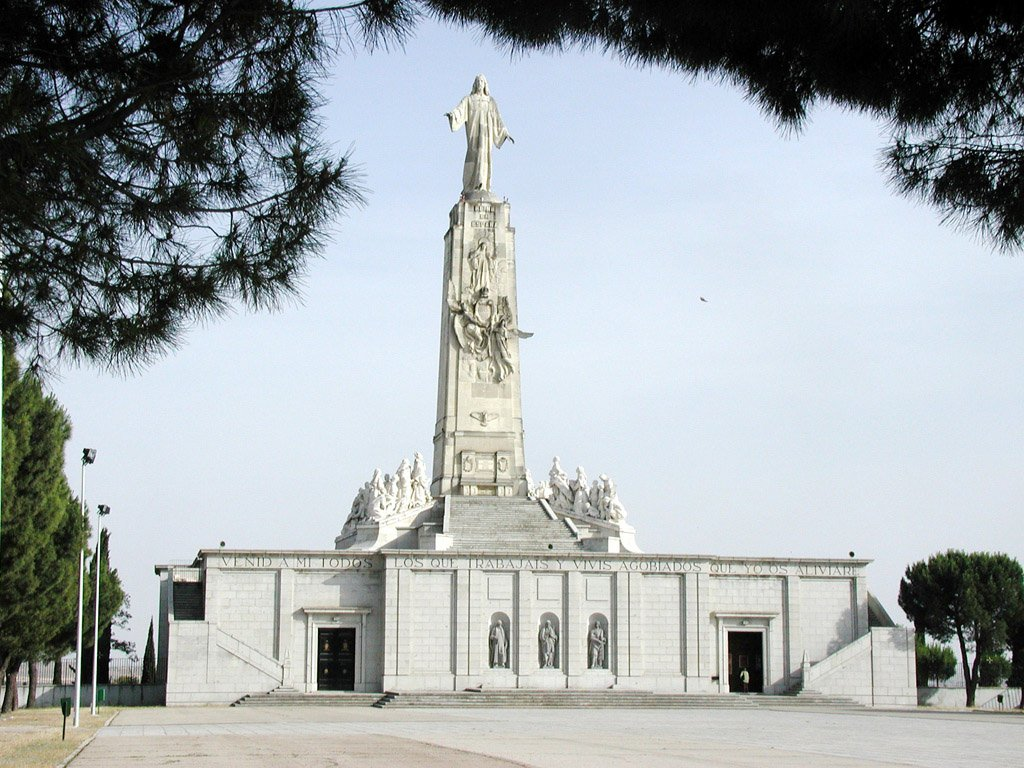
Cerro de los Ángeles, geografischer Mittelpunkt der iberischen Halbinsel

Die Stadt ist ein Wirtschafts- und Industriezentrum und dient vielen in Madrid Arbeitenden als Wohnort. In den Jahren des Baubooms sind große neue Wohngebiete entstanden, die Stadt ist daher an die Metro Madrid angeschlossen. In Getafe befindet sich auch eine Basis der Luftstreitkräfte. Des Weiteren befindet sich in Getafe eine Forschungsabteilung des Flugzeugbauers Airbus, auch die Produktion und Endmontage der Rumpfteile und der Heckflügel findet dort statt. Die Airbus-Werksflüge (u. a. des A 380) werden über die Luftwaffenbasis ausgeführt.
Im Stadtgebiet befindet sich der Cerro de Los Ángeles, der als geographischer Mittelpunkt der iberischen Halbinsel gilt. Zu den Sehenswürdigkeiten zählt die Catedral de Nuestra Señora de La Magdalena aus dem 16. Jahrhundert. Außerdem befindet sich in Getafe ein Teil des Campus der Universität Carlos III Madrid.
Im Zentrum Getafes gibt es einen Brunnen namens Cibelina. Der Cibelina-Brunnen ist eine verkleinerte Nachbildung des berühmten Cibeles-Brunnens an der Kreuzung des Paseo del Prado und der Alcalá-Straße im Herzen Madrids.
Der Fußballverein FC Getafe spielt in der Primera División.

## Wappen
Beschreibung: Das Wappen ist in Rot und Grün gespalten. Vorn ein durchgehendes goldenes Kreuz mit einem roten Herz mit silbernen Balken belegt aus dem drei goldene Flammen züngeln; hinten mit silbernen Flugzeugen besät.
Über dem Wappenschild ruht die goldene Königskrone.

## Schwesterstadt
- Getafe (Bohol), seit dem 16. November 1990

## Persönlichkeiten
- Jesús Esperanza (* 1948), Radrennfahrer
- Bernardo Alfonsel (* 1950), Radrennfahrer
- Alfonso Pérez Muñoz (* 1972), Fußballspieler
- Patricia Encinas (* 1992), Handballspielerin